# Tournoi de tennis de Cologne
Le tournoi de Cologne est un tournoi de tennis professionnel masculin, joué à Cologne (Allemagne) en 1971 et 1973, puis de nouveau de 1976 à 1992. Il faisait partie du Grand prix tennis circuit et a été joué sur moquette de 1971 à 1977 et en 1983, sur dur de 1978 à 1982 et de 1984 à 1986, puis sur terre battue en extérieur en 1992.
En octobre 2020, l'ATP décide exceptionnellement de faire jouer deux tournois de catégorie ATP 250 sur deux semaines à cause de la pandémie de Covid-19 qui a bouleversé le calendrier initial.

## Palmarès messieurs

### Simple
| No | Date       | Nom et lieu du tournoi            | Catégorie      | Dotation       | Surface         | Vainqueur        | Finaliste             | Score              |                |
| -- | ---------- | --------------------------------- | -------------- | -------------- | --------------- | ---------------- | --------------------- | ------------------ | -------------- |
| 1  | 18-10-1971 | , Cologne                         |                | NC $           | Moquette (int.) | Robert Lutz      | Jeff Borowiak         | 6-3, 6-7, 6-3, 6-1 |                |
|    | 1972       | Pas de tournoi                    | Pas de tournoi | Pas de tournoi | Pas de tournoi  | Pas de tournoi   | Pas de tournoi        | Pas de tournoi     | Pas de tournoi |
| 2  | 19-02-1973 | , Cologne                         |                | 50 000 $       | Moquette (int.) | Jan Kodeš        | Brian Fairlie         | 6-1, 6-3, 6-1      |                |
|    | 1974-1975  | Pas de tournoi                    | Pas de tournoi | Pas de tournoi | Pas de tournoi  | Pas de tournoi   | Pas de tournoi        | Pas de tournoi     | Pas de tournoi |
| 3  | 01-11-1976 | , Cologne                         |                | 50 000 $       | Moquette (int.) | Jimmy Connors    | Frew McMillan         | 6-2, 6-3           |                |
| 4  | 31-10-1977 | , Cologne                         |                | 50 000 $       | Moquette (int.) | Björn Borg       | Wojtek Fibak          | 2-6, 7-5, 6-3      |                |
| 5  | 30-10-1978 | , Cologne                         |                | 75 000 $       | Dur (int.)      | Wojtek Fibak     | Vijay Amritraj        | 6-2, 0-1, ab.      |                |
| 6  | 29-10-1979 | , Cologne                         |                | 75 000 $       | Dur (int.)      | Gene Mayer       | Wojtek Fibak          | 6-3, 3-6, 6-1      |                |
| 7  | 27-10-1980 | , Cologne                         |                | 75 000 $       | Dur (int.)      | Robert Lutz      | Nick Saviano          | 6-4, 6-0           |                |
| 8  | 26-10-1981 | , Cologne                         |                | 75 000 $       | Dur (int.)      | Ivan Lendl       | Sandy Mayer           | 6-3, 6-3           |                |
| 9  | 25-10-1982 | , Cologne                         |                | 75 000 $       | Dur (int.)      | Kevin Curren     | Shlomo Glickstein     | 2-6, 6-2, 6-3      |                |
| 10 | 24-10-1983 | , Cologne                         |                | 75 000 $       | Moquette (int.) | Matt Doyle       | Hans-Dieter Beutel    | 1-6, 6-1, 6-2      |                |
| 11 | 15-10-1984 | , Cologne                         |                | 75 000 $       | Dur (int.)      | Joakim Nyström   | Miloslav Mečíř        | 7-6, 6-2           |                |
| 12 | 21-10-1985 | , Cologne                         |                | 80 000 $       | Dur (int.)      | Peter Lundgren   | Ramesh Krishnan       | 6-3, 6-2           |                |
| 13 | 31-03-1986 | , Cologne                         |                | 100 000 $      | Dur (int.)      | Jonas Svensson   | Stefan Eriksson       | 6-7, 6-2, 6-2      |                |
|    | 1987-1991  | Pas de tournoi                    | Pas de tournoi | Pas de tournoi | Pas de tournoi  | Pas de tournoi   | Pas de tournoi        | Pas de tournoi     | Pas de tournoi |
| 14 | 14-09-1992 | Cologne Open, Cologne             | World Series   | 240 000 $      | Terre (ext.)    | Bernd Karbacher  | Marcos Ondruska       | 7-6, 6-4           |                |
|    | 1993-2019  | Pas de tournoi                    | Pas de tournoi | Pas de tournoi | Pas de tournoi  | Pas de tournoi   | Pas de tournoi        | Pas de tournoi     | Pas de tournoi |
| 15 | 12-10-2020 | bett1HULKS Indoors, Cologne       | ATP 250        | 271 345 €      | Dur (int.)      | Alexander Zverev | Félix Auger-Aliassime | 6-3, 6-3           | Tableau        |
| 16 | 19-10-2020 | bett1HULKS Championships, Cologne | ATP 250        | 271 345 €      | Dur (int.)      | Alexander Zverev | Diego Schwartzman     | 6-2, 6-1           | Tableau        |

### Double
| No | Date       | Nom et lieu du tournoi            | Catégorie      | Dotation       | Surface         | Vainqueurs                          | Finalistes                        | Score                   |                |
| -- | ---------- | --------------------------------- | -------------- | -------------- | --------------- | ----------------------------------- | --------------------------------- | ----------------------- | -------------- |
| 1  | 18-10-1971 | , Cologne                         |                | NC $           | Moquette (int.) | Tom Okker Marty Riessen             | Roy Emerson Rod Laver             | 6-7, 3-6, 7-6, 6-3, 6-4 |                |
|    | 1972       | Pas de tournoi                    | Pas de tournoi | Pas de tournoi | Pas de tournoi  | Pas de tournoi                      | Pas de tournoi                    | Pas de tournoi          | Pas de tournoi |
| 2  | 19-02-1973 | , Cologne                         |                | 50 000 $       | Moquette (int.) | Mark Cox Graham Stilwell            | Tom Okker Marty Riessen           | 7-6, 6-3                |                |
|    | 1974-1975  | Pas de tournoi                    | Pas de tournoi | Pas de tournoi | Pas de tournoi  | Pas de tournoi                      | Pas de tournoi                    | Pas de tournoi          | Pas de tournoi |
| 3  | 01-11-1976 | , Cologne                         |                | 50 000 $       | Moquette (int.) | Bob Hewitt Frew McMillan            | Colin Dowdeswell Mike Estep       | 6-1, 3-6, 7-6           |                |
| 4  | 31-10-1977 | , Cologne                         |                | 50 000 $       | Moquette (int.) | Bob Hewitt Frew McMillan            | Fred McNair Sherwood Stewart      | 6-3, 7-5                |                |
| 5  | 30-10-1978 | , Cologne                         |                | 75 000 $       | Dur (int.)      | Peter Fleming John McEnroe          | Bob Hewitt Frew McMillan          | 6-3, 6-2                |                |
| 6  | 29-10-1979 | , Cologne                         |                | 75 000 $       | Dur (int.)      | Gene Mayer Stan Smith               | Heinz Günthardt Pavel Složil      | 6-3, 6-4                |                |
| 7  | 27-10-1980 | , Cologne                         |                | 75 000 $       | Dur (int.)      | Bernard Mitton Andrew Pattison      | Jan Kodeš Tomáš Šmíd              | 6-4, 6-1                |                |
| 8  | 26-10-1981 | , Cologne                         |                | 75 000 $       | Dur (int.)      | Sandy Mayer Frew McMillan           | Jan Kodeš Karl Meiler             | 6-0, 6-3                |                |
| 9  | 25-10-1982 | , Cologne                         |                | 75 000 $       | Dur (int.)      | José Luis Damiani Carlos Kirmayr    | Hans-Dieter Beutel Christoph Zipf | 6-2, 3-6, 7-5           |                |
| 10 | 24-10-1983 | , Cologne                         |                | 75 000 $       | Moquette (int.) | Nick Saviano Florin Segarceanu      | Paul Annacone Eric Korita         | 6-3, 6-4                |                |
| 11 | 15-10-1984 | , Cologne                         |                | 75 000 $       | Dur (int.)      | Wojtek Fibak Sandy Mayer            | Jan Gunnarsson Joakim Nyström     | 6-1, 6-3                |                |
| 12 | 21-10-1985 | , Cologne                         |                | 80 000 $       | Dur (int.)      | Alex Antonitsch Michiel Schapers    | Jan Gunnarsson Peter Lundgren     | 6-4, 7-5                |                |
| 13 | 31-03-1986 | , Cologne                         |                | 100 000 $      | Dur (int.)      | Kelly Evernden Chip Hooper          | Jan Gunnarsson Peter Lundgren     | 6-4, 6-7, 6-3           |                |
|    | 1987-1991  | Pas de tournoi                    | Pas de tournoi | Pas de tournoi | Pas de tournoi  | Pas de tournoi                      | Pas de tournoi                    | Pas de tournoi          | Pas de tournoi |
| 14 | 14-09-1992 | Cologne Open, Cologne             | World Series   | 240 000 $      | Terre (ext.)    | Horacio de la Peña Gustavo Luza     | Ronnie Båthman Libor Pimek        | 6-7, 6-0, 6-2           |                |
|    | 1993-2019  | Pas de tournoi                    | Pas de tournoi | Pas de tournoi | Pas de tournoi  | Pas de tournoi                      | Pas de tournoi                    | Pas de tournoi          | Pas de tournoi |
| 15 | 12-10-2020 | bett1HULKS Indoors, Cologne       | ATP 250        | 271 345 €      | Dur (int.)      | Pierre-Hugues Herbert Nicolas Mahut | Łukasz Kubot Marcelo Melo         | 6-4, 6-4                | Tableau        |
| 16 | 19-10-2020 | bett1HULKS Championships, Cologne | ATP 250        | 271 345 €      | Dur (int.)      | Raven Klaasen Ben McLachlan         | Kevin Krawietz Andreas Mies       | 6-2, 6-4                | Tableau        |